# Малышев, Константин Александрович
Константин Александрович Малышев (22 октября 1901 года, Челябинск, Челябинский уезд, Пермская губерния, Российская империя — 25 апреля 1988 года, Свердловск, РСФСР, СССР) — инженер-металлург, специалист в области проблемы зерна стали, лауреат премии имени П. П. Аносова

## Биография
Родился 22 октября 1901 года в Челябинске.
В 1929 году окончил Уральский политехнический институт (УПИ), специальность «инженер-металлург».
В 1924—1926 годах — работал техником в мартеновском цеху Златоустовского металлургического завода; в 1928—1929 годах — старшим лаборантом металлографической лаборатории УПИ; в 1930—1934 годах — инженером-исследователем металлографического отдела ЦЗЛ, заведующим металлографической лабораторией, заведующим металлотермическим отделом Златоустовского механического завода; в 1934—1985 годах — с.н.с., руководитель группы в лаборатории физического металловедения, с.н.с. — консультант отдела прочности и пластичности Института физики металлов АН СССР.
В 1963 году защитил докторскую диссертацию, в 1970 году — присвоено учёное звание профессора.
Умер 25 апреля 1988 года в Свердловске. Похоронен на Восточном кладбище Екатеринбурга.

### Научная деятельность
Работал над изучением «камневидного» и «нафталинистого» изломов стали, наследственностью структуры стали. Исследовал влияние больших скоростей нагрева на положение критических точек, структуру и механические свойства стали.

Разработал новый метод упрочнения аустенитных сталей путем фазового наклепа. Усовершенствованы методы упрочнения немагнитных бандажных колец турбогенераторов на УЗТМ.
Имеет 13 авторских свидетельств на изобретения. Автор более 250 печатных работ.
Под его руководством защищено 9 докторских и 24 кандидатские диссертации.

## Награды
- Орден «Знак Почёта» (1953)
- Премия имени П. П. Аносова (за 1984 год, совместно с В. В. Сагарадзе, А. И. Уваровым) — за монографию «Фазовый наклёп аустенитных сплавов на железоникелевой основе»
- медали